# Теорема Понтрягіна — Куратовського
Теорема Понтрягіна — Куратовського — теорема теорії графів, що дає необхідну й достатню умову планарності графу. Доведена в 1930 році польським математиком Казимиром Куратовським і незалежно від нього радянським математиком Понтрягіним. Однак останній не опублікував свого доведення, тому часто літературі теорема називається просто теоремою Куратовського.

## Формулювання
Граф називається планарним, якщо його можна зобразити на двовимірній площині так, щоб його ребра попарно не перетиналися. Класичними прикладами непланарних графів є K5 (повний граф на 5 вершинах) і K3,3 (званий ще «будинки та колодязі» або «вода, газ та електрика» — повний двочастковий граф, що має по 3 вершини в кожній частці). Очевидно, що якщо граф G містить підграф, гомеоморфний K5 або K3,3, то він непланарний. Теорема Понтрягіна — Куратовського стверджує, що істинне й обернене, тобто:
| Граф планарний тоді і тільки тоді, коли він не містить підграфів, гомеоморфних повному графу з п'яти вершин (K5) або графу «будинки і колодязі» (K3,3). |